# The Princess Diaries
The Princess Diaries, titulada El diario de la Princesa en Hispanoamérica y Princesa por sorpresa en España, es una película de comedia coming-of-age estadounidense de 2001 producida por Walt Disney Pictures, dirigida por Garry Marshall y escrita por Gina Wendkos. Basada en la novela juvenil homónima de Meg Cabot del año 2000, está protagonizada por Anne Hathaway y Julie Andrews, con un reparto secundario formado por Héctor Elizondo, Heather Matarazzo, Mandy Moore, Caroline Goodall y Robert Schwartzman. La trama sigue a Mia Thermopolis (Hathaway), una adolescente estadounidense que descubre que es la heredera del trono de un reino europeo. Bajo la tutela de su separada abuela (Andrews), la reina reinante del reino, Mia debe elegir si reclamar o renunciar al título que ha heredado. 
Sintiéndose confiado sobre el potencial cinematográfico de la novela, el agente de Cabot buscó a la productora Debra Martin Chase para adaptar The Princess Diaries a un largometraje, una idea que le propuso a Disney después de leer el libro. Después de obtener los derechos cinematográficos, Disney originalmente dio luz verde al proyecto bajo el título The Princess of Tribeca («la princesa de Tribeca»), revirtiéndolo una vez que se cambió su escenario de Nueva York a San Francisco, donde se rodó la mayor parte de la película entre septiembre y diciembre de 2000. Marshall aceptó dirigir porque encontró la historia ideal para el entretenimiento familiar. A pesar de tener poca participación en el desarrollo de la película, se consultó a Cabot sobre varios cambios en su historia y personajes. Hathaway ganó el papel principal sobre varias actrices jóvenes establecidas en su debut cinematográfico, mientras que The Princess Diaries conmemoró el final del semiretiro de la actuación de Andrews y su regreso a las películas de Disney, el primero desde Mary Poppins (1964). 
The Princess Diaries se estrenó en El Capitan Theatre de Los Ángeles el 29 de julio de 2001 y se estrenó en los Estados Unidos el 3 de agosto. La película fue un éxito comercial inesperado, recaudando más de 165 millones de dólares en todo el mundo. A pesar de recibir críticas mixtas por su trama y temas, la actuación de Hathaway fue ampliamente elogiada por los críticos de cine. Clasificada entre las películas más rentables de 2001, The Princess Diaries desafió las expectativas de la industria, ya que los expertos esperaban que la película tuviera un rendimiento inferior debido a su calificación G y su tema. Al éxito de la película se le atribuye haber establecido a Hathaway como una actriz rentable y haber revivido la carrera cinematográfica de Andrews. En 2004 se lanzó una secuela, The Princess Diaries 2: Royal Engagement, y una tercera entrega ha estado en desarrollo desde 2022. 

## Argumento
La vida de Mia Thermopolis (Anne Hathaway), una tímida adolescente que vive en San Francisco, da un gran giro cuando, de repente, descubre que es una princesa de verdad, heredera de la corona del diminuto reino europeo de Genovia, después de la muerte de su padre. Mia inicia un divertido viaje para ocupar el trono, pero su estricta e increíble abuela, la Reina Clarisse Renaldi (Julie Andrews) aparece en su vida para darle las clases de protocolo dignas de una princesa. 
Pero las dos no tardan en enfrentarse: Mia no tiene la menor intención de dejar su vida para gobernar un país tan lejano, mientras que la Reina Clarisse insiste en que debe cumplir con su deber. Clarisse está decidida a pulir este diamante en bruto para que ocupe el sitio que le corresponde en la línea sucesoria. La renuente princesa se enfrenta a la decisión más importante de su vida: seguir con su familia o dejarlo todo y aceptar las responsabilidades que se derivan de ser princesa.
Mia recibe un cambio de imagen glamuroso y una limusina conducida por Joe (Héctor Elizondo), el jefe de seguridad y confidente de la reina, quien se convierte en una figura paterna para ella. La transformación de Mia hace que sus compañeros de escuela la traten de manera diferente, mientras que su horario cada vez más agitado tensa su relación con su mejor amiga Lilly (Heather Matarazzo), el público pronto se entera de que Mia es una princesa y los paparazzi comienzan a perseguirla implacablemente. Aunque Mia se avergüenza en su primera cena de estado, la reina admite que encontró su torpeza entrañable y sugiere que pasen tiempo de calidad juntos, Clarisse explica que aunque los padres de Mia se amaban, se separaron amigablemente para perseguir sus propias pasiones, Philippe se quedó en Genovia para convertirse en Rey y Helen (Kathleen Marshall) regresó a América con Mia, para ofrecerle una infancia "normal".
A medida que crece la popularidad de Mia, Josh (Erik von Detten) la invita a asistir a una fiesta en la playa con él. Josh besa a Mia frente a los paparazzi para obtener sus 15 minutos de fama, mientras que Lana (Mandy Moore) ayuda a los paparazzi a fotografiar a Mia usando solo una toalla, fotografías que se imprimen en el periódico al día siguiente. Al encontrar las fotos inapropiadas para una princesa, Clarisse reprende a Mia por su comportamiento, luego de lo cual Mia humillada promete renunciar a su título. Joe le recuerda a Clarisse que aunque Mia sea una princesa, todavía es una adolescente y su nieta, lo que sugiere que la reina reaccionó con demasiada dureza, Después de que Clarisse se disculpa con Mia por regañarla, ella propone que Mia debe renunciar públicamente al trono en el baile. Aterrada por la perspectiva, Mia planea huir hasta que descubre una carta conmovedora de su difunto padre y cede, finalmente acepta el título de princesa. 
Cuando finalmente llegan, Mia, todavía húmeda y desordenada por la lluvia, pronuncia un discurso convincente y acepta su papel de princesa de Genovia. Después de ponerse un vestido, Mia acompaña a Clarisse al salón de baile donde Michael (Robert Schwartzman), que ha aceptado las disculpas de Mia, la invita a bailar antes de confesar sus sentimientos el uno al otro y compartir su primer beso. En la escena final, se muestra a Mia viajando a Genovia en un avión privado con su gato, Fat Louie (Gordo Louie en inglés), y escribe en su diario que planea mudarse a Genovia con su madre.

## Reparto
Orden de créditos adaptado de la revista Variety y Turner Classic Movies:
- Julie Andrews como Clarisse Renaldi, la abuela de Mia y reina regente de Genovia
- Anne Hathaway como Mia Thermopolis, heredera al trono y Princesa de Genovia
- Héctor Elizondo como Joe, el jefe de seguridad de Clarisse y el chofer de la limusina de Mia
- Heather Matarazzo como Lilly Moscovitz, la mejor amiga de la infancia de Mia, excéntrica y con conciencia social
- Mandy Moore como Lana Thomas, una animadora popular y una chica mala que intimida a Mia y a otros estudiantes
- Caroline Goodall como Helen Thermopolis, la madre de Mia; una artista
- Robert Schwartzman como Michael Moscovitz, el hermano mayor de Lilly que alberga sentimientos románticos por Mia
- Erik Von Detten como Josh Bryant, un estudiante popular y egoísta del que Mia se enamora
- Sean O'Bryan como Patrick O'Connell, el profesor de inglés de Mia que empieza a salir con Helen.
- Sandra Oh como Geraldine Gupta, subdirectora de la escuela de Mia
- Kathleen Marshall como Charlotte Kutaway, la secretaria de Clarisse
- Patrick Flueger como Jeremiah Hart, un amigo de Mia y Lilly; un aspirante a mago
- Mindy Burbano como Anita Harbula, la profesora de gimnasia de Mia
- René Auberjonois como la voz de Philippe Renaldi, el difunto padre de Mia, hijo de Clarisse y ex príncipe heredero de Genovia

- Gerald Hathaway, el padre de Hathaway retrata a Philippe en fotografías y flashbacks

- Larry Miller como Paolo Puttanesca, el peluquero y esteticista de Mia
- Patrick Richwood como Mr. Robutusen, vecino de Mia; un escritor
- El alcalde Willie Brown como él mismo
- Joel McCrary como primer ministro Motaz
- John McGivern como Bruce McIntosh
- Fat Louie como él mismo, el gato de Mia.

## Producción

### Desarrollo
The Princess Diaries está basada en la novela juvenil del mismo nombre del año 2000 escrita por la autora Meg Cabot. El agente de Cabot creía que el primer libro de Princess Diaries mostraba un potencial cinematográfico prometedor y buscó a Debra Martin Chase, quien recientemente había producido la película para televisión Rodgers & Hammerstein's Cinderella (1997), sobre la adaptación de la novela a una película debido a los temas compartidos de la historia de «la pobreza a la riqueza» y el «tipo Cenicienta». Después de haber disfrutado del libro, Chase convenció a Disney para que lo adaptara a un proyecto de largometraje. El presidente de Disney, Peter Schneider, optó por el proyecto en un «esfuerzo por restablecer la marca Disney para películas familiares de acción real». Disney pagó a Cabot 4.000 dólares por los derechos cinematográficos, aunque algunos medios de comunicación informaron que a Cabot le habían ofrecido «seis cifras entre medias y bajas». Cabot recordó que la decisión de Disney de adaptar The Princess Diaries resultó en un ascenso en su propio trabajo, antes del cual los editores no habían estado dispuestos a publicar su novela debido a la preocupación de que parte de su contenido fuera inapropiado para lectores jóvenes. HarperCollins mostró interés en el manuscrito de Cabot en 1999, seguido por Disney poco después.

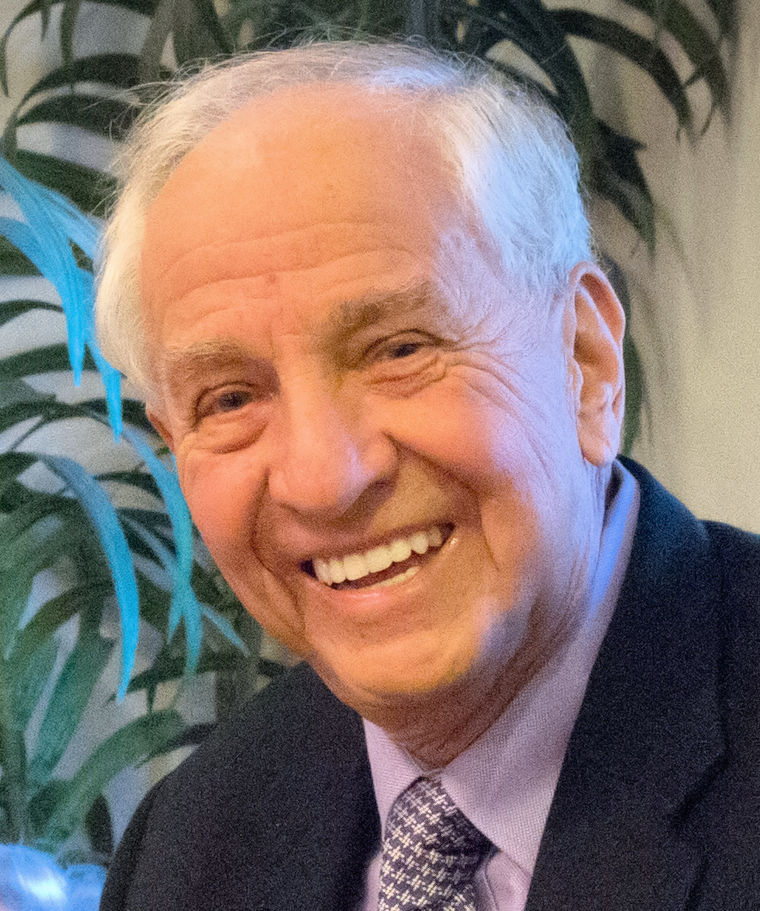
El director de la película fue Garry Marshall, quien cambió el escenario de la película de Nueva York a San Francisco en honor a sus nietos.

En agosto de 1999, Disney dio luz verde a la película y acordó producirla con BrownHouse Productions de la cantante Whitney Houston, y el manuscrito de Cabot fue enviado a posibles guionistas. Chase desarrolló el guion con la guionista Gina Wendkos. Aunque Cabot no escribió el guion ella misma, discutió con Chase los cambios que se consideraron necesarios para traducir la historia de la página a la pantalla, sosteniendo que «la esencia de la historia, o el mensaje, de mantenerse fiel a uno mismo... todavía se transmite». Garry Marshall fue contratado como director, con Houston y Chase produciendo junto a Mario Iscovich. Marshall ya había estado presentando ideas a la ejecutiva de Disney, Nina Jacobson, antes de ser contratado. Encontró que The Princess Diaries era el entretenimiento familiar ideal y se sintió especialmente atraído por la idea de «una niña que se convierte en mujer y se da cuenta de que puede tener un efecto positivo en el mundo», con la esperanza de que atraiga a niñas, niños y adultos. Además, el director admitió que le gustan «las películas de empoderamiento y realización de deseos femeninos». Sin embargo, Marshall casi rechaza la película debido a un error tipográfico en su tratamiento original que decía «The Princess Dairies», lo que lo llevó a confundirla con una película sobre vacas. The Princess Diaries fue la primera producción cinematográfica de Houston y la segunda película de su estudio después de Cenicienta. Houston y Chase esperaban que The Princess Diaries fuera la primera de BrownHouse Productions en una serie de películas sobre el cumplimiento de deseos dirigidas por mujeres, y originalmente planeaban rehacer la película musical Sparkle (1976) como continuación. Chase recordó que, en ese momento, Hollywood creía que si bien las niñas verían con gusto una película destinada a niños, era difícil convencer a los niños de que vieran una película orientada a mujeres, pero se sintieron alentados por el éxito de The Parent Trap (1998) de Disney.
Se optó por The Princess Diaries para desafiar la creencia de que los niños estaban perdiendo interés en las películas de acción real dirigidas a las niñas, y Marshall fue contratado específicamente para hacer una película con clasificación G «vanguardista y loca y tal vez algo que les guste a los adultos». La película difiere considerablemente de la novela. Inicialmente pensada para estar ambientada en Nueva York como el libro de Cabot, la película originalmente se llamaba The Princess of Tribeca. El título se revirtió una vez que se cambió el escenario a San Francisco (California), una decisión que tomó Marshall porque este último es el hogar de él y de sus nietas, a quienes está dedicada la película. Aunque Mia y Lilly siguen siendo conscientes ambiental y políticamente, los realizadores suavizaron algunos de los aspectos más políticos de sus personalidades para evitar que la película pareciera «una diatriba política». Algunos aspectos del guion se inspiraron en la propia infancia de Cabot, particularmente cuando su madre comenzó a salir con una de sus maestras poco después de la muerte de su padre. A pesar de ser consultada sobre tales cambios, Cabot se distanció del proceso creativo para no comprometer su visión de futuras novelas, prefiriendo que el libro y la película existan en universos separados. Cabot sostiene que tuvo poca aportación creativa en la película y explica: «No creo que Garry Marshall necesite 'ayuda' para hacer una película... de un novelista que no tiene absolutamente ninguna experiencia en la realización de películas». Aunque Cabot admitió que Disney consultó con ella antes de realizar cambios, describió sus conversaciones como más informativas que colaborativas. Cabot reconoció el desafío de adaptar una novela de 300 páginas, que había escrito en forma de diario, a un guion de 90 páginas, pero finalmente quedó satisfecha con los resultados finales y la dirección de Marshall.

### Casting
Chase decidió que el origen étnico del elenco principal permanecería fiel a la novela porque Mia y Clarisse gobiernan un país europeo y el productor prefería «hacer buenas películas» en lugar de solo películas afroamericanas. Anne Hathaway fue elegida para el papel principal de Mia Thermopolis después de que Juliette Lewis lo rechazara. Con dieciocho años en ese momento, The Princess Diaries fue el primer papel importante de Hathaway en una película, para el cual audicionó durante una escala de 26 horas en Los Ángeles mientras viajaba a Nueva Zelanda para filmar The Other Side of Heaven (2001). Su único crédito actoral anterior había sido en la serie de televisión de corta duración Get Real. Hathaway recordó que se cayó de la silla debido al nerviosismo, y a su torpeza inherente se le atribuye haber impresionado a Marshall. Se habían considerado para el papel varias actrices jóvenes consagradas, incluidas Reese Witherspoon, Kirsten Dunst, Alicia Silverstone, Jessica Biel, Claire Danes, Kate Hudson, Cameron Diaz, Drew Barrymore, Sarah Michelle Gellar, Brittany Murphy, Katie Holmes, Christina Applegate, Kate Beckinsale y Eva Mendes, mientras que Liv Tyler fue considerada la favorita. Christy Carlson Romano no pudo audicionar debido a conflictos de programación mientras filmaba la serie de Disney Channel Even Stevens.

## Banda sonora
1. «Supergirl!» - Krystal Harris
2. «Little Bitty Pretty One» - Aaron Carter
3. «Miss You More» - BBMak
4. «Crush» - 3G's
5. «What Makes You Different (Makes You Beautiful)» - Backstreet Boys
6. «Miracles Happen» - Myra
7. «Always Tomorrow» - Nobody's Angel
8. «Away with the Summer Days» - Youngstown
9. «Stupid Cupid» - Mandy Moore
10. «Wake Up» - Hanson
11. «Happy Go Lucky» - Steps
12. «I Love Life» - Melissa Lefton
13. «Ain't Nuthin' But a She Thing» - Lil' J y Nobody's Angel
14. «Hold On» - B*Witched
15. «The Journey» - Mpulz

### Tema extra
1. «Heartbreak Lullaby (Ray Hedges Recall 7 Mix)» - A*Teens[42]

## Premios
- 2001
  - Heartland Film Festival - Heartland Premio a la Excelencia
- 2002
  - ASCAP - Top Box Office Films
  - Young Artist - Mejor Película Familiar - Comedia

## Nota
1. ↑  «Dairies» significa «lecherías».